# Gara Leorda
Gara Leorda este o gară și nod feroviar din Leorda, județul Botoșani, Moldova, România. Prin această gară trec zilnic 8 trenuri. De la Leorda pleacă o linie de cale ferată către Dorohoi și una către Botoșani. De aici se poate ajunge și la Verești.

## Vezi și
- Gara Botoșani
- Gara Dorohoi
- Calea ferată Botoșani–Verești
- Calea ferată Leorda–Dorohoi